# Chinees Taipei op de Olympische Jeugdwinterspelen 2012
Chinees Taipei was een van de landen die deelnam aan de Olympische Jeugdwinterspelen 2012 in Innsbruck, Oostenrijk.

## Deelnemers en resultaten
(m) = mannen, (v) = vrouwen 

### Alpineskiën
| Olympiër    | Onderdeel        | Resultaat | Prestatie                             |
| ----------- | ---------------- | --------- | ------------------------------------- |
| Meng−Che Wu | reuzenslalom (m) | 38e       | 3.07,09 (+1.15,39) (1.36,28, 1.30,81) |
| Meng−Che Wu | slalom (m)       | 35e       | 2.25,47 (+1.07,11) (1.14,46, 1.11,01) |

### Rodelen
| Olympiër   | Onderdeel | Resultaat | Prestatie                          |
| ---------- | --------- | --------- | ---------------------------------- |
| Lien Te-An | enkel (m) | 20e       | 1.21,900 (+2,297) (41,044; 41,275) |

### Shorttrack
| Olympiër                                                                          | Onderdeel                | Resultaat | Prestatie                                            |
| --------------------------------------------------------------------------------- | ------------------------ | --------- | ---------------------------------------------------- |
| Yin-Cheng Yang                                                                    | 500 m (m)                | 11e       | F (C): 46,412 HF (C/D1): 46,824 KF (3): 48,113       |
| Yin-Cheng Yang                                                                    | 1000 m (m)               | 11e       | F (C): 1.59,205 HF (C/D1): 1.37,806 KF (2): 1.53,640 |
|                                                                                   |                          |           |                                                      |
| Yu-Tzu Lin                                                                        | 500 m (v)                | 13e       | F (C): 49,492 HF (C/D1): 48,598 KF (1): 49,423       |
| Yu-Tzu Lin                                                                        | 1000 m (v)               | 09e       | F (C): 1.39,185 HF (C/D1): 1.39,539 KF (4): 1.39,749 |
|                                                                                   |                          |           |                                                      |
| Team D Yin-Cheng Yang GER Elisabeth Witt USA Thomas Insuk Hong JPN Sumire Kikuchi | gemengde landenestafette | 04e       | F (B): 4.24,360 HF (1): 4.23,141                     |
| Team E Yu-Tzu Lin USA Sarah Warren JPN Kei Sato NED Josse Antonissen              | gemengde landenestafette | 06e       | F (B) 4.30,383 HF (2): 4.36,208                      |